# Gleislose Bielathal-Motorbahn mit elektrischer Oberleitung
| Die Strecke auf einer zeitgenössischen Wanderkarte (Stand von 1901) |            |                                    |                                    |
| Streckenlänge: | 4,4 km     |                                    |                                    |
| Stromsystem: | 500 Volt = |                                    |                                    |
| Maximale Neigung: | 1:13 ‰     |                                    |                                    |
| Streckengeschwindigkeit: | 12 km/h    |                                    |                                    |
| |            |                                    |                                    |
| \| \| 0,0 \| Königstein Güterbahnhof 125 m \| Königstein Güterbahnhof 125 m \| \| \| \| Bahnstrecke Děčín–Dresden-Neustadt \| \| \| \| 1,6 \| Königstein Viaduktplatz \| 136 m \| \| \| 2,3 \| Biela \| 130 m \| \| \| 3,6 \| Biela \| 155 m \| \| \| 3,7 \| Hütten \| 151 m \| \| \| 4,1 \| Hütten Papierfabrik \| 164 m \| \| \| 4,1 \| Biela \| 165 m \| \| \| 4,4 \| Kurbad Königsbrunn \| 164 m \| |            |                                    |                                    |
| U-Bahn-Kopfbahnhof Streckenanfang (Strecke außer Betrieb) | 0,0        | Königstein Güterbahnhof 125 m      | Königstein Güterbahnhof 125 m      |
| U-Bahn-Kreuzung mit Eisenbahn (Strecke geradeaus außer Betrieb) |            | Bahnstrecke Děčín–Dresden-Neustadt | Bahnstrecke Děčín–Dresden-Neustadt |
| U-Bahn-Haltepunkt / Haltestelle (Strecke außer Betrieb) | 1,6        | Königstein Viaduktplatz            | 136 m                              |
| U-Bahn-Brücke über Wasserlauf (Strecke außer Betrieb) | 2,3        | Biela                              | 130 m                              |
| U-Bahn-Brücke über Wasserlauf (Strecke außer Betrieb) | 3,6        | Biela                              | 155 m                              |
| U-Bahn-Haltepunkt / Haltestelle (Strecke außer Betrieb) | 3,7        | Hütten                             | 151 m                              |
| U-Bahn-Haltepunkt / Haltestelle (Strecke außer Betrieb) | 4,1        | Hütten Papierfabrik                | 164 m                              |
| U-Bahn-Brücke über Wasserlauf (Strecke außer Betrieb) | 4,1        | Biela                              | 165 m                              |
| U-Bahn-Kopfbahnhof Streckenende (Strecke außer Betrieb) | 4,4        | Kurbad Königsbrunn                 | 164 m                              |

Die Gleislose Bielathal-Motorbahn mit elektrischer Oberleitung, auch Gleislose Bielathalbahn mit elektrischer Oberleitung, Elektrische gleislose Motorbahn im Bielathale, Bielat(h)al-Motorbahn oder kurz Bielat(h)albahn genannt, war ein Oberleitungsbus-Betrieb in Sachsen. Die Anlage wurde 1901 eröffnet und schon 1904 wieder eingestellt. Die zeitweise 4,4 Kilometer lange Strecke war einer der ersten Oberleitungsbusse weltweit, im deutschen Sprachraum damals noch Gleislose Bahn genannt. Sie wurde vom Verkehrsunternehmen Bielathal-Motorbahn Königstein betrieben und erschloss das vordere Tal der Biela in der Sächsischen Schweiz. Die Route verband Königstein an der Elbe mit dem bis 1933 selbständigen Ortsteil Hütten, die Endstation war beim Kurbad Königsbrunn.

## Geschichte

### Ausgangslage
Die fortschreitende Industrialisierung machte Ende des 19. Jahrhunderts die Entwicklung von alternativen und leistungsfähigeren Verkehrsmitteln notwendig, Dampftraktion und Pferdebahnen galten als nicht mehr zeitgemäß. Bereits 1881 wurde in Berlin die erste elektrische Straßenbahn der Welt in Betrieb genommen, 1895 folgte mit der Lokalbahn Meckenbeuren–Tettnang die erste elektrifizierte Vollbahn Deutschlands.
Alternativ dazu arbeitete insbesondere das Unternehmen Siemens & Halske an der Realisierung von gleislosen Bahnen, zusätzlich hatte man ab 1898 auch eine sogenannte halbgleislose Bahn im Angebot. Beide waren für Strecken vorgesehen, auf denen Eisenbahn- oder Straßenbahnverbindungen aufgrund des geringen Transportaufkommens bei vergleichsweise hohen Investitionskosten nicht rentabel waren, wo aber dennoch leistungsfähigere Verkehrsmittel als Pferdekutschen, Pferdekarren oder Pferdeomnibusse benötigt wurden. Bereits 1882 stellte das Unternehmen auf einer Versuchsstrecke in Berlin-Halensee das Elektromote, den ersten Oberleitungsbus der Welt, vor. Doch erst die vom ehemaligen Siemens-Ingenieur Max Schiemann gegründete Gesellschaft für gleislose Bahnen Max Schiemann & Co. entwickelte den Oberleitungsbus Anfang des 20. Jahrhunderts zur Betriebsreife.

### Vorgeschichte

Werbeaufnahme der Firma Siemens & Halske aus dem Eröffnungsjahr 1901, im Hintergrund die Papierfabrik

Nachdem Schiemann 1897 in Dresden ein Büro als Zivilingenieur eröffnete, benötigte er eine Strecke in der Nähe der Stadt, um seine Erfindung zu testen und weiterzuentwickeln. Da ihm die zuerst beantragte Strecke zwischen der Dresdner Neustadt und Radeberg nicht genehmigt worden war, reichte er am 11. Juni 1900 ein Gesuch für eine 9,4 Kilometer lange Route vom Reißiger Platz in Königstein über Hütten, Bad Königsbrunn und Hermsdorf zum Kurhaus Schweizermühle ein. Im Bielatal erwartete der Ingenieur einen regen Personen- und Güterverkehr. In Hütten bestand bereits damals die bedeutende Papierfabrik, die Feinpapierfabrik Hugo Hoesch – heute Papierfabrik Louisenthal. Ferner sollte die Holzabfuhr aus den Staatsforsten beiderseits des Bielatals die Wirtschaftlichkeit der Anlage garantieren. Zudem war das Bielatal bereits seit 1833 durch eine Talstraße erschlossen, die heutige Staatsstraße 171, so dass die Gleislose Bahn dort leicht eingerichtet werden konnte.
Die sächsischen Ministerien betrachteten das Projekt wohlwollend. Am 27. November 1900 berichtete der „Königliche Komissär für elektrische Bahnen“, die Bahnaufsichtsbehörde im Königreich Sachsen, über eine Versuchsfahrt. Anlässlich dieser versah Schiemann einen von Pferden gezogenen Turmwagen der Deutschen Straßenbahn-Gesellschaft in Dresden provisorisch mit Lenkung, Motor und Stromabnehmer. Damit führte er auf einer Straßenbahnstrecke Funktion und Brauchbarkeit seiner Erfindung vor. Zur Stromrückleitung diente ein kleiner Güterwagen, der an einem Kabel nachgeschleppt wurde.

### Eröffnung

Wagen Nummer 2 beim Wenden auf dem Reißiger Platz, die hintereinander angeordneten Stangen unterschiedlicher Länge erlaubten ein Umkehren an jeder beliebigen Stelle

Begegneten sich zwei Wagen auf der einspurigen Strecke, musste einer der beiden seine Stangen abziehen, so wie hier Wagen 2 (links) und Wagen 1 (rechts) auf dem Reißiger Platz

Motorwagen Nummer 2 mit Einachs-Gepäckanhänger

Am 13. Januar 1901 fand in Königstein die Vorführung des ersten „Oberleitungs-Omnibusses“ statt. Der Königliche Komissär empfahl zunächst einen Probebetrieb bis Königsbrunn und genehmigte diesen am 2. Februar 1901 unter Vorbehalt des jederzeitigen Widerrufs. Nun konnte Schiemann die Verträge mit der Stadt Königstein abschließen und die Fahrleitung weiterbauen. Für ihn hatte die Genehmigung als Probebetrieb den Vorteil, dass er bei technischen Problemen den Betrieb jederzeit einstellen konnte, ohne die Zustimmung der Ministerien einzuholen.
Nach langen Probefahrten und manchen Verbesserungen fand am 5. Juli 1901 die behördliche Abnahme der ersten Teilstrecke statt, so dass Schiemann am 10. Juli 1901 den planmäßigen Verkehr auf der 2,5 Kilometer langen Strecke zwischen dem Viaduktplatz, dem heutigen Reißiger Platz, und der Papierfabrik eröffnen konnte. Die gleislose Bahn war mit der Elbtalbahn für Ausflügler aus Dresden rasch erreichbar, ihre Abfahrtsstelle lag nur 200 Meter westlich vom Königsteiner Bahnhof entfernt. Anlässlich der Eröffnung schrieb der Dresdner Anzeiger am 12. Juli 1901:

„Heute früh ist der Betrieb der gleislosen Bielathalbahn mit elektrischer Oberleitung eröffnet worden. Die Beförderung erstreckt sich vor der Hand nur auf Personen, und zwar werden täglich 12 Fahrten von der Stadt bis zur Endstation (Papierfabrik Hütten) und 11 derselben in umgekehrter Richtung nach der Stadt unternommen. Nach dem veröffentlichten Fahrplane ist auf die Anschlüsse an die ankommenden und abgehenden Züge der Staatsbahn und der Dampfschiffe in jeder Weise Rücksicht genommen. Die Dauer der Bergfahrt beträgt 20 und die der Thalfahrt 15 Minuten. Die weitere Fortsetzung der Bahnstrecke nach dem Güterbahnhof und nach Schweizermühle wird Herr Schiemann in nächster Zeit in Angriff nehmen.“

### Verlängerung zum Kurbad Königsbrunn
Am 18. August 1901 ging schließlich die 300 Meter lange Verlängerung von der Papierfabrik zum, etwas außerhalb von Hütten gelegenen, Kurbad Königsbrunn in Betrieb. Die sogenannte Kaltwasserheilanstalt Königsbrunn war um die Jahrhundertwende, wie das weiter talaufwärts gelegene Schweizermühle, eine florierende Wasserheilanstalt. Die Strecke führte fortan – gemäß dem damaligen Verlauf der Staatsstraße Königstein–Rosenthal – mitten durch das Gelände der heutigen Papierfabrik hindurch.

### Verlängerung zum Güterbahnhof und Aufnahme des Güterverkehrs
Als die Gleislose Bahn zuverlässig lief, unternahm Schiemann den nächsten Schritt – die Einführung und Erprobung des Güterverkehrs. Hierzu ging eine 1,6 Kilometer lange Strecke zwischen dem Viaduktplatz und der Ladestraße des Königsteiner Güterbahnhofs in Betrieb, auch wurden seit diesem Zeitpunkt Postsendungen befördert. Die Verlängerung wurde am 6. Februar 1902 durch die Aufsichtsbehörde geprüft und am 16. Februar 1902 eröffnet. Obwohl er die Schandauer Straße, die heutige Bundesstraße 172, nutzte und nach einem relativ steilen Anstieg vom Viaduktplatz aus auch am Königsteiner Personenbahnhof vorbeiführte, diente dieser Abschnitt nicht der Fahrgastbeförderung. Die Elbtalbahn querte die Gleislose Bahn niveaugleich auf Höhe des elbseitig gelegenen Güterbahnhofs. Durch die Verlängerung erhöhte sich die Maximalsteigung von 1:25 auf 1:13.
Über die zweite Verlängerung berichtete der Dresdner Anzeiger wie folgt:

„Am 6. Februar fand die ministerielle Prüfung und Abnahme der Verlängerungsstrecke Königstein a.E.-Personenbahnhof – Königstein-Güterbahnhof durch den Königlichen Kommissar für elektrische Bahnen statt und daraufhin wurde die Genehmigung zur Eröffnung des gleislosen Betriebes auch für diese Strecke ertheilt. Derselbe soll nun ab 16. Februar derart erfolgen, daß allstündlich in jeder Richtung ein für Stückgüter eingerichteter Wagen, welcher gleichzeitig einige Personen mitnehmen kann, verkehrt, und zwar wird um die volle Stunde dieser Wagen vom Güterbahnhof, und um die halbe Stunde von Königsbrunn bzw. Papierfabrik abfahren. Der erste Wagen verläßt den Güterbahnhof um 7 Uhr früh und der letzte um 7 Uhr abends. Dieser Fahrplan bleibt bis zum 30. April in Geltung, alsdann wird ein halbstündiger Verkehr eingerichtet. Bis zum Eröffnungstage werden regelmäßige Probefahrten zur Erprobung der Wagen, der Güterbeförderung und des Fahrplanes erfolgen. Die Beförderung von Stückgütern sowohl wie von Vollgütern in angehängten Wagen wird bereits durchgeführt werden. Die Versuchsfahrten haben gezeigt, daß es möglich ist, den Bahnhofsberg mit 70 v.T. Steigung einschließlich Anhängewagen zu überwinden. Auch die Konstruktion der Anhängewagen hat gezeigt, daß die Mitführung eines solchen selbst in kleinen Kurven keine Schwierigkeiten machen wird, weil der angehängte Wagen selbst ebenso die Kurven ausfährt, wie der Motorwagen. Um den bereitstehenden Schlitten zu erproben, hat sich bisher leider noch keine Gelegenheit geboten“

Am 1. März 1903 erhielt Schiemann die Konzession für die Gesamtstrecke zum Kurhaus Schweizermühle, vom 20. bis zum 24. April 1904 präsentierte er einen für die Veischedetalbahn im Sauerland bestimmten Güterzug.

### Einstellung

Auf der Bielatalstraße zwischen Königstein und Hütten demonstriert Wagen Nummer 2 beim Überholen eines Pferdefuhrwerks, wie weit er von der Fahrleitung abweichen kann

Trotz aller Bemühungen gelang es Schiemann nicht, die Königliche Forstverwaltung für einen Vertrag zur Holzabfuhr zu gewinnen. Doch mit dem Güterverkehr nur zur Papierfabrik sowie dem geringen, vor allem auf den saisonalen Ausflugsverkehr beschränkten, Personenverkehr war die Anlage nicht kostendeckend zu betreiben. Die Beförderungszahlen blieben weit hinter den ursprünglichen Erwartungen zurück, außerhalb der Saison waren kaum Reisende in die Kaltwasserheilanstalt zu transportieren.
So kam die Verlängerung bis Schweizermühle nicht mehr zur Ausführung, die Bahn Schiemann zufolge „…aus Gründen dauernder Unwirtschaftlichkeit und mangels Güterverkehr, bei spärlichem Personen-Saisonverkehr wieder beseitigt…“ werden. Der Unternehmer bat die Ministerien am 13. September 1904, ihn von den Pflichten der Konzession zu entbinden und die Demontage der Fahrleitung zu gestatten. Am 19. September 1904 erlosch die Konzession.
Abgesehen von der Problematik des unzureichenden Straßenbelags war das System Schiemann technisch betrachtet erfolgreich, es hatte seine Praxistauglichkeit unter Beweis gestellt. Nach Betriebseinstellung der Bielatalbahn verlegte Schiemann noch im Laufe des Jahres 1904 seinen Unternehmenssitz nach Wurzen. Dort baute er mit dem demontierten Material die Industriebahn Wurzen auf, die am 7. April 1905 in Betrieb ging und bis 1929 existierte. Darüber hinaus entstanden auch an zahlreichen weiteren Orten Gleislose Bahnen nach dem System Schiemann.
Die Personenbeförderung im Bielatal wurde nach 1904 von einer privaten Omnibus-Linie des sächsischen Unternehmers Emil Nacke übernommen, diese verkehrte bereits durchgehend bis Schweizermühle.

## Bauausführung und Technik

Turmwagen im Einsatz

Die Oberleitung hing in sechs Metern Höhe an stählernen Oberleitungsmasten mit Bogenauslegern, der Abstand zwischen den beiden Fahrdrähten betrug 50 Zentimeter. Im Bereich der bebauten Streckenabschnitte kamen alternativ Oberleitungsrosetten zur Anwendung, das heißt, der Fahrdraht wurde direkt an den Gebäuden verankert beziehungsweise abgespannt. Die Energiezufuhr für den Betrieb der Bahn erfolgte aus einem von der Biela gespeisten Wasserkraftwerk in Königstein, die Spannung betrug 500 Volt Gleichstrom.
Beim System Schiemann erfolgte die Stromabnahme erstmals durch Stromabnehmerstangen – wie heute weltweit bei O-Bussen üblich – und nicht mehr durch ein Kontaktwägelchen, wie noch beim Versuchsfahrzeug Elektromote beziehungsweise wie bei den konkurrierenden Systemen Lombard-Gérin und Stoll. Im Gegensatz zu heutigen Anlagen war die Strecke jedoch nur einspurig angelegt, begegneten sich zwei Fahrzeuge, musste eines von ihnen die Stromabnehmerstangen abziehen.
Eine Besonderheit der Fahrzeuge im Bielatal waren die unpaarig ausgeführten Stromabnehmerstangen, sie waren unterschiedlich lang und hintereinander, nicht nebeneinander, angeordnet. Dies war notwendig, um die Fahrzeuge ohne fremde Hilfe wenden zu können. Mit zwei unterschiedlich langen Stangen löste man dieses Problem, dadurch konnte im Bereich der stellenweise recht engen Bielatalstraße auf aufwendige Wendeschleifen oder Wendedreiecke verzichtet werden.

## Fahrzeuge
Wagen 1 und 2Für den Personenverkehr standen die beiden Motorwagen 1 und 2 zur Verfügung, sie verfügten über je 18 Sitz- und sechs Stehplätze. Die Leistung des Doppelmotors betrug zwei mal neun Pferdestärken. Der stehende Fahrer bediente das Lenkrad, links den Plattformfahrschalter wie bei einer Straßenbahn sowie rechts die Kurbel der auf die Hinterräder wirkenden Handbremse. Dazu gab es eine elektrische Bremse. Der elektrische Teil stammte von Siemens & Halske, der Erbauer der Wagenkästen ist nicht überliefert.

Der Postwagen Nummer 3, hier beim Winterbetrieb mit Spikes, der Anhänger läuft auf Kufen

Wagen 3Der kurze Wagen 3 diente ausschließlich der Postbeförderung, auch er besaß einen Doppelmotor mit zwei mal neun Pferdestärken. Mit ihm erprobte Schiemann Stromabnehmer, die nebeneinander in einem drehbaren Gestell angeordnet waren.
Wagen 4Der Oberleitungslastkraftwagen mit der Betriebsnummer 4 diente als Schleppfahrzeug für Güterwagen, deshalb besaß er einen Allradantrieb und zwei Doppelmotoren mit zwei mal neun Pferdestärken, das heißt insgesamt 36. Es war ein offenes, symmetrisches Zweirichtungsfahrzeug, das auch rückwärts fahren konnte, so dass das Wenden entfiel. Die Lenkung wirkte auf beide Achsen, was viel Kraft erforderte, aber das Befahren sehr kleiner Kurvenradien ermöglichte. Wagen 4 wurde im Ausflugsverkehr auch als offener Sommerwagen im Personenverkehr verwendet. Hierzu wurden, ähnlich einem Fakultativwagen bei der Eisenbahn, auf der Ladefläche Quersitzbänke montiert.
Güteranhängerfür die Lastenbeförderung standen einige allradgelenkte Anhänger unterschiedlicher Bauart zur Verfügung, dazu einachsige Gepäckanhänger. Auch mit den Güteranhängern wurden im Sommer teilweise Personen auf Sitzbänken befördert.
Für den Winterbetrieb besaßen die Triebwagen Sandstreueinrichtungen, dazu erprobte man Schleuderschutzbandagen aus Eisen, Holz und Hanf und an den Anhängern Schlitten-Kufen.

## Tarif und Betrieb
Der Fahrpreis betrug je Fahrtrichtung zehn Pfennige für Erwachsene und fünf Pfennige für Kinder. 100 Kilogramm Stückgut kosteten 57 Pfennige, eine Tonne Wagenladungsgut 2,85 Mark. Bei einer Höchstgeschwindigkeit von zwölf Kilometern in der Stunde betrug die Fahrtzeit etwa 25 Minuten, beim Gütertransport verkehrte die Bahn mit circa acht bis zehn Kilometern in der Stunde.
Anlass zur wiederholten Kritik gaben die zehn Zentimeter breiten, eisenbereiften Holzspeichenräder. Sie erzeugten erhebliche Geräusche und wurden für die Beschädigung der Bielatalstraße verantwortlich gemacht. Insbesondere die schweren Gütertransporte sorgten diesbezüglich für Probleme. „War die Straße gut, so machte sie der schwere Omnibus allmählich zu einer schlechten, war die Straße entzwei, so ging allmählich auch der Omnibus entzwei“, kommentierte ein entnervter Anwohner damals die technische Neuerung. Auch wirkte sich der mangelhafte Straßenbelag negativ auf den ruhigen Lauf der Stromabnehmer aus.

## Populärer Irrtum
Entgegen einer weitverbreiteten Ansicht war die Bielatalbahn weder das erste Oberleitungsbussystem weltweit noch das erste Deutschlands. Beides trifft auf die 1882 eröffnete Elektromote-Versuchsstrecke in Halensee bei Berlin zu. Ferner war sie auch nicht das erste Oberleitungsbussystem im regelmäßigen Linienbetrieb mit Fahrgästen. Denn bereits ab dem 15. April 1900 verbanden anlässlich der Weltausstellung in Saint-Mandé bei Paris Oberleitungsbusse die Métro-Station Porte de Vincennes mit dem Ausstellungsgelände.
In Deutschland war der erste Oberleitungsbusbetrieb mit regelmäßigem Linienverkehr mit Fahrgästen die am 22. März 1901 eröffnete Gleislose Bahn Eberswalde. Jedoch war die Bielatalbahn der erste Oberleitungsbusbetrieb Sachsens, insbesondere gelang es Schiemann, seine erste Strecke noch vor der 1903 eröffneten Dresdner Haide-Bahn des konkurrierenden Unternehmers Carl Stoll in Betrieb zu nehmen. Außerdem war die Bielatalbahn der weltweit erste Oberleitungsbusbetrieb, bei dem die bis heute üblichen Stromabnehmerstangen verwendet wurden. Ebenso war sie die erste Einsatzstrecke von Oberleitungslastkraftwagen.

## Gegenwart

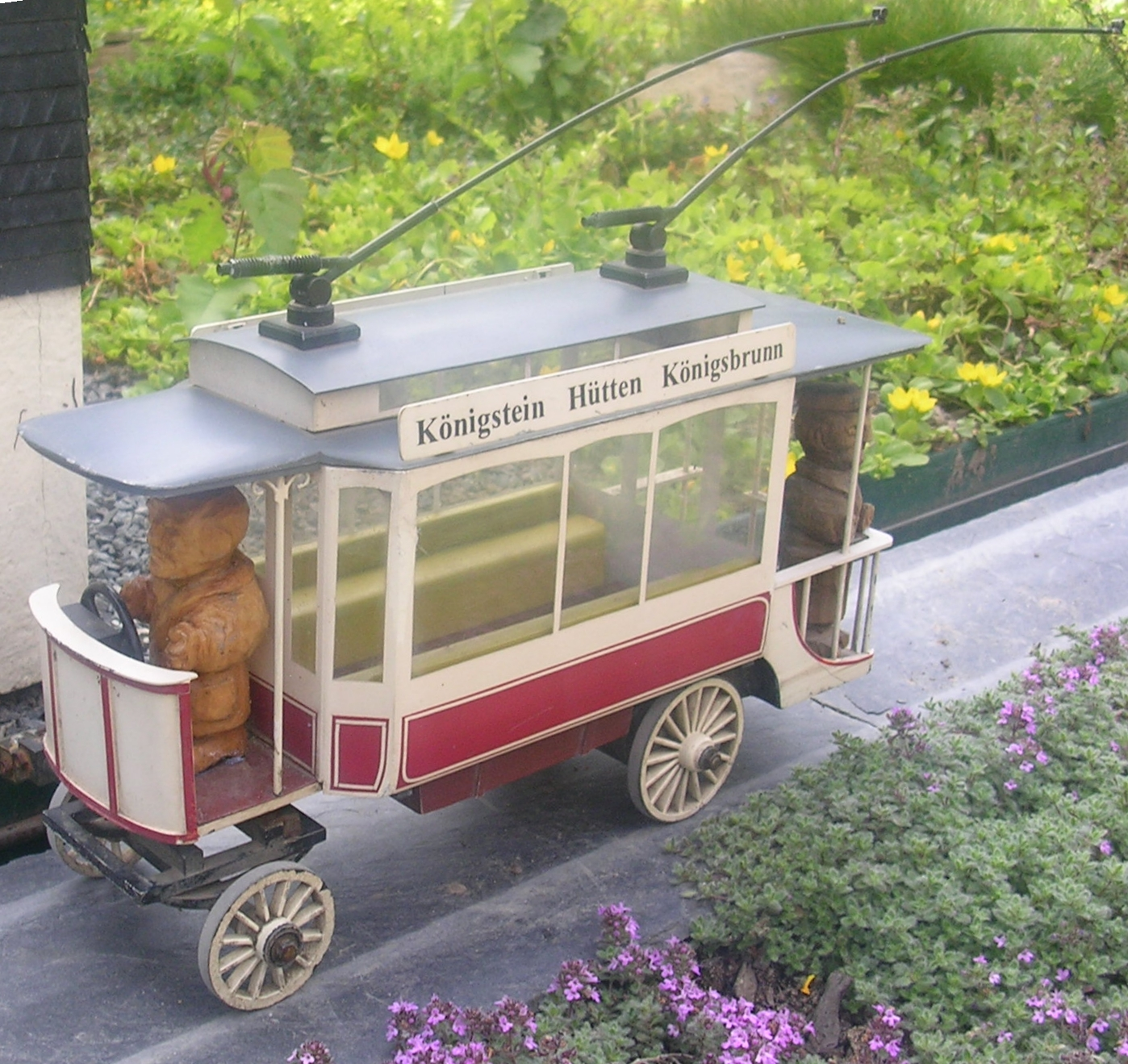
Modellanlage im Miniaturpark Kleine Sächsische Schweiz

Mehrere Oberleitungsrosetten entlang der Strecke erinnern noch heute an die Bielatalbahn, zum Beispiel in Königstein an den Gebäuden Bielatalstraße 2, 3, 37, 47 und 75. Im Miniaturpark Kleine Sächsische Schweiz wurde sie als Modellanlage nachgebildet.
Die Strecke der Bielatalbahn wird heute von den RVSOE-Regionalbuslinien 242 (Königstein–Rosenthal), 244 a (Königstein–Cunnersdorf) und 246 (Königstein–Pirna-Copitz) bedient, im Bereich der ehemaligen Gleislosen Bahn liegen folgende vier Haltestellen:
| Gleislose Bahn          | Heutige Bushaltestelle            | Bemerkung                    |
| ----------------------- | --------------------------------- | ---------------------------- |
| Königstein Viaduktplatz | Königstein Reißiger Platz/Bahnhof |                              |
| –                       | Königstein Bielatalstraße         | Haltestelle neu eingerichtet |
| Hütten                  | Königstein Abzweig Nikolsdorf     |                              |
| Kurbad Königsbrunn      | Königstein Bad                    | nicht Linie 246              |